# Porphyrinia chlorotica
Porphyrinia chlorotica är en fjärilsart som beskrevs av Lederer 1858. Porphyrinia chlorotica ingår i släktet Porphyrinia och familjen nattflyn. Inga underarter finns listade i Catalogue of Life.